# Jarnosse
Jarnosse là một xã trong tỉnh Loire miền trung nước Pháp.